# Манић (риба)
Манић (лат. Lota lota) је слатководна риба која само на први поглед подсећа на сома, припада породици Lotidae. Такође је познат као бурбот, маријах, куск, слатководни бакалар, слатководни линг, слатководни куск, шишаркаста риба, лингкод, и јилпаут. Ова врста је блиско сродна морској пастрмки и каску. Једини је припадник рода Lota. Током дела године, бурбот живи под ледом, а за размножавање су му потребне ниске температуре.

## Опште карактеристике
- Локални називи: жабар, дерача, менка, мењка
- Макс. дужина: 1 m.
- Макс. маса: од 25 до 30 kg.
- Време мреста: од децембра до марта

## Опис и грађа
Манић, за разлику од сомa има сразмерно мање вилице и зашиљеније, нарочито ако се посматрају одозго и на доњој вилици се налази један карактеристичан брк. Леђно пераје је дуго и протеже се до репног које је полукружног облика. Анално пераје, по дужини је слично као код сома. Кожа је прекривена ситним крљуштима преко које је слој прилично воденасте слузи. То је утицало да добије и локални назив „жабар“.

## Навике, станиште, распрострањеност
Манић спада у породицу бакалара - Lotidae - који су најзаступљенији у северним морима, а насељавају и реке и језера од Скандинавије до Јапана. Неке морске врсте достижу тежину и до 50 kg. За време лета му се активност битно смањује, слабо се креће и храни се настојећи да се задржи на најдубљим местима где је вода најхладнија.
Манић је, као изразита риба дна, доста лењ. Преко дана ретко напушта своја скровишта осим када га на то не приморавају високе воде. Активан је искључиво ноћу и тада се лови, најчешће у близини скровишта од кога се ни тада много не удаљава.
Манић је необична, врло интересантна и ретка риба, у Србији насељава воде слива Дунава. Крајња јужна тачка њеног ареала су пастрмске воде око Плавског језера и река Лим у Црној Гори. Манића тамо називају „дераћа“ и ту достиже и више од 2 kg тежине.
Манић је, почетком овог века, био настањен у горњем току Велике Мораве. Ловљени су примерци тежине до 3 kg. Стари рибари тврде да га је било много као и сома. Међутим, ни издалека није био цењен као сом. Од тог времена, а нарочито после Другог светског рата, бројност манића је стално опадала, највероватније због повећане загађености воде.
Манић има циркумполарну дистрибуцију изнад 40 °C. Популације су континуиране од Француске преко Европе и Азије до Беринговог мореуза. У Северној Америци, манић се креће од полуострва Сјуард на Аљасци до Њу Брунсвика дуж атлантске обале. Манић је најчешћи у потоцима и језерима Северне Америке и Европе. Они су прилично чести у језеру Ири, али се такође налазе у другим Великим језерима. Недавна генетичка анализа сугерише да географски образац манића може указивати на више врста или подврста, што овај појединачни таксон чини помало варљивим.

### Уједињено Краљевство
У Уједињеном Краљевству, манић је вероватно изумро. Последње забележено хватање био је примерак тежине 0,48 kg (1,1 lb), у јулу 1970, од стране Стивена Мекиндера, са канала Греат Уз Релиф, у Денверу, Норфолк. Октобра 1970. описан је у Гинисовој књизи рекорда као „најређа британска риба“ која је „скоро изумрла“, те је „договорено да ниједан запис за ову врсту не буде објављен, барем до 1974. године, у интересу очувања“. Манић би још увек могао да преживи у Великој Британији. Чини се да су окрузи Кембриџшир, Норфолк и Јоркшир (посебно реке Дервент или Јоркширски Уз) највероватнији кандидати за подручја у којима би врста још могла да преживи. Планови да се овај слатководни члан породице бакалара поново уведе у британске воде су под истрагом.

## Размножавање
Манић, због свог порекла, је једина риба у Србији која се мрести и активна је зими. Тачније, мрести се од децембра до марта. Плодност је 5 000 000 јаја. Јаја су ситна, имају у пречника око 1 mm. И поред велике плодности, само мали број манића успе да се изведе из икре. Многа млађ страда како од самих родитеља тако и од других грабљивица, или не нађе одговарајуће услове за живот. Женка полаже икру на пешчаним местима, где је речни ток мирнији.

## Екологија

### Станиште
Манић живи у великим, хладним рекама, језерима и акумулацијама, првенствено преферирајући слатководна станишта, али је у стању да успева у боћатим срединама за мрешћење. Током лета, обично се налазе у хладнијој води испод термоклине. У језеру Супериор, манић може да живи на дубинама испод 300 m (980 ft). Као бентоске рибе, они толеришу низ типова супстрата, укључујући блато, песак, шут, камене громаде, муљ и шљунак, за исхрану. Одрасли граде велике јаме у супстрату за склониште током дана. Манићи су активни крепускуларни ловци. Популације манића су адфлувијалне током зиме и мигрирају на приобалне гребене и плићаке да би се мрестиле, преферирајући мрестилишта песка или шљунка.

### Животна историја
Манићи достижу полну зрелост у узрасту између четири и седам година. Сезона мреста се обично одвија између децембра и марта, често под ледом на екстремно ниским температурама у распону између 1 и 4 °C. Током релативно кратке сезоне која траје од две до три недеље, манић се мрести више пута, али не сваке године.
Као носиоци мреста, манићи немају експлицитно место за гнежђење, већ пуштају јаја и сперму у водени стуб да би били однети и слегнути. Када се мресте, многи мужјаци манића окупљају се око једне или две женке, формирајући куглу за мрест. Превијајући се у отвореној води, мужјаци и женке истовремено ослобађају сперму и јаја. У зависности од температуре воде, период инкубације јаја траје од 30 до 128 дана. Оплођена јаја се затим спуштају док се не слегну у пукотине и шупљине у подлози.
У зависности од величине тела, плодност женке манића креће се од 63.000 до 3.478.000 јаја за сваки мрест. Брзина раста, дуговечност и узраст полне зрелости манића су у снажној корелацији са температуром воде; велике, старије јединке производе више јаја од малих, млађих појединаца. Јаја су округла са великом глобулом уља, око 1 mm (0,039 in) у пречнику и имају оптималан опсег инкубације између 1 и 7 °C (34 and 45 °F).
Новоизлегле ларве манића су пелагичне, пасивно лебде у отвореним водама. Станишта близу 4 °C (39 °F) су оптимална за маниће и преферирају температуре воде од 12 °C (54 °F) и ниже. Ноћу су млади активни, дању се склањају испод камења и другог дебриса. Брзо растући у својој првој години, манић достиже између 11 and 12 cm (4,3 and 4,7 in) укупне дужине до касне јесени. Током своје друге године живота, манић у просеку нарасте још 10 cm (3,9 in).
Манић прелази из пелагичних станишта у бентошко окружење када досегне одрасло доба, око пете година. Просечна дужина манића по зрелости је око 40 cm (16 in), са благим полним диморфизмом. Максималне дужине се крећу између 30 и 120 cm (12 и 47 инча), а тежине од 10 до 12 kg (22 до 26 lb).

### Исхрана и предатори
У фази ларве, једномесечни манић почиње егзогено храњење, конзумирајући храну кроз уста и варење у цревима. Манић у фази ларве и у јувенилном стадијуму се храни бескичмењацима на основу величине. Испод 1 cm (0,39 in), манићи једу копеподе и кладоцеране, а изнад 1—2 cm (0,39—0,79 in), зоопланктон и амфиподе. Као одрасли, они су пре свега рибождери, ловећи лампуге, беле рибе, липљене, младе северне штуке, чучуновке, кољушке, пастрмке и смуђеве. Повремено, манић такође једе инсекте и друге макробескичмењаке, а познато је да једу жабе, змије и птице. Тако широка исхрана је такође повезана са њиховом склоношћу да гризу мамце, што их чини веома лаким за хватање. Плен су северне штуке, мускелунге и неке врсте лампуга.

## Комерцијални значај
Једна књига написана 1590. године у Енглеској бележи да су манићи били толико чести да су коришћени за исхрану свиња.
Манић је јестив. У Финској, његова икра и џигерица су веома цењени као деликатеси, као и сама риба. Годишњи турнир у подводном риболову одржава се у близини Роблина, Манитоба. Један од врхунаца турнира је печење риба, где се дневни улов сервира пржен. Када се кува, месо манића има укус веома сличан америчком јастогу, што доводи до надимка манића „сиротињски јастог“.
Током 1920-их, апотекар из Минесоте Теодор „Тед“ Х. Ровел и његов отац, Џозеф Ровел, комерцијални риболовац на Језеру у шумама, користили су манића као храну за лисице на њиховој фарми плавих лисица. Открили су да манић садржи нешто што је побољшало квалитет крзна лисица; ово су потврдили и купци крзна, који су коментарисали да су ова крзна супериорнија од осталих крзна које су видели. Тед Ровел је сматрао да је узрок присуство неке материје у манићу, те је извукао мало уља и послао га на анализу. Резултат теста био је да јетра манића има три до четири пута већи садржај витамина Д и четири до десет пута више витамина А од „доброг” уља из јетре бакалара. Њихов садржај витамина варира од језера до језера, где њихова исхрана може имати неке варијације. Поред тога, јетра чини око 10% укупне телесне тежине рибе, а његова јетра је шест пута већа од оне слатководне рибе сличне величине. Уље је мањег вискозитета и брже се вари и асимилује од већине других уља рибље јетре. Ровел је основао компанију Burbot Liver Products, која је касније постала Ровел лабораторије, Инк.

## Риболов
IGFA признаје светски рекорд манића ухваћеног на језеру Дифенбејкер, Саскачеван, Канада, од стране Шона Конрада 27. марта 2010. Риба је била тешка 25 lb 2 oz (11,4 kg).
Манић је истрајан грабежљивац, који понекад напада друге рибе скоро исте величине, и као такав може бити сметња рибама у водама у којима није аутохтон. Недавна открића манића у Грин реци акумулацији Фламинг Горџ у Јути забринула су биологе дивљих животиња, који страхују да би манић могао да десеткује популацију спортских риба у ономе што је признато као једна од највећих риболовних станишта поточне пастрмке на свету, јер се често храни јајима других риба у језеру, као што је црвени лосос. Министарство за лов и риболов Јуте увело је пропис „без пуштања“ „ухвати и убиј“ за манића на воденим трасама Јуте. Међутим, утврђено је да су прописи у великој мери неприменљиви.
Град Вокер у Минесоти сваке зиме одржава међународни Фестивал јегуља на језеру Лич. Фестивал је привукао националну пажњу 4. марта 2011. године, када је дописник Вечерашњег шоа са Џејем Леном направио сегмент о догађају.

## Конзервацијски статус
Популације манића је тешко проучавати, због њихових дубоких станишта и размножавања под ледом. Иако је глобална дистрибуција манића широко распрострањена и обилна, многе популације су угрожене или истребљене. Ихтиолози и таксономисти снажно саветују да се испита стара таксономска због нових генетских увида да постоје две врсте манића: европски манић (Lota lota) и северноамерички прамен (Lota maculosa). Пошто манићу недостаје популарност у комерцијалном риболову, многи региони чак и не размишљају о плановима управљања. Чини се да су загађење и промена станишта, као што је преграђивање река, примарни узроци смањења популације речног манића, док загађење и штетни ефекти инвазивних врста имају највећи утицај на популације језера. Управљање манићом је на ниском приоритету, јер га у неким регионима нема.